# Джеймс Патрік Данліві
Джеймс Патрік Данліві (англ. James Patrick Donleavy; 23 квітня 1926 — 11 вересня 2017) — письменник, ірландець американського походження. Данліві є одним з представників постмодерністської гілки американської прози, а також школи «чорного гумору». Хоча літературний стаж Донліві налічує близько 50 років, він відомий переважно своїм найпершим романом «Людина з вогником» (The Ginger Man), що зараховують тепер до сучасної класики.

## Біографія
Джеймс Патрік Данліві народився 23 квітня 1926 року в Брукліні, Нью-Йорк. Його батьки були ірландськими іммігрантами, які оселилися зі своїми трьома дітьми в Бронксі, околиці Вудлену. Данліві отримав погану репутацію в школі, коли він був виключений з підготовчої школи Фордхем, нью-йоркської школи єзуїтів. Він служив у ВМС США під час Другої світової війни. Після демобілізації відвідував Триніті-коледж у Дубліні, Ірландія. Він жив у Ірландії та Англії, зрештою перебрався на постійне проживання до Ірландії. Данліві став громадянином Ірландії в 1967 році. Він оселився в 25-кімнатному особняку, який колись належав Джулі Ендрюс, на 200 акрах землі в Маллінгар, близько 60 миль від Дубліна.

## Особисте життя
Данліві одружився з Валері Херон, з якою він мав сина Пилипа і дочку Карен. Після розлучення з Херон, він одружився з Мері Вілсон Прайс в 1970 році, з якою у нього була дочка Ребекка та син Рорі. Прайс і Данліві розлучилися в 1980-х роках.

## Творчість
«Людина з вогником» (The Ginger Man) — перша книга Данліві. У книзі, дія якої відбувається в післявоєнні роки в Дубліні, докладно описується життя гедоніста. Роман примітний алітерацією і «грою голосів»: персонаж говорить про себе в третій особі, коли мова йде про його вчинки, а думки свої викладає від першої особи.
Складати роман Донліві почав ще будучи студентом у Дубліні, але завершувати і публікувати книгу приїхав у Нью-Йорк. Американські видавці одностайно відкинули роман (книга була відхилена майже у 50 видавництвах), «визнавши його брудною книгою, нечитабельною і непристойною». «Моє життя в прямому сенсі залежало від публікації цієї книги, і коли це не вийшло, я втік з Америки».
Ірландський драматург Брендан Бієн, з яким Донліві подружився в Дубліні, запропонував відіслати рукопис у паризьке видавництво «Олімпія». Роман вийшов у 1955 році в серії відверто порнографічних видань. Публікація в «Олімпії» мала позитивний ефект в тому сенсі, що зробила повне видання «Людини з вогником» класикою «андеграунду», хоча і погрожувала втратою літературної репутації автора. "Мені вдалося опублікувати роман в тому вигляді, в якому він був написаний, і не було нічого поганого в тому, щоб надрукувати його тепер в інтересах моєї письменницької репутації ". Перше скорочене англійське видання з'явилося в 1956, в 1958 воно вийшло в США.
У повному вигляді «Людина з вогником» з'явився в Англії в 1963 в США. В 1965 році Критика зустріла роман з ентузіазмом. Книга, що стала культовою, постійно перевидається в США, продано вже кілька мільйонів примірників.
Інші твори Донліві отримали різноманітні відгуки критиків. До них належать:
- «Унікальна людина» (1963),
- збірка оповідань «Зустрінься з Творцем, божевільна молекула» (1964),
- «Найпохмуріший сезон Семюеля С.» (1966),
- «Їдці цибулі» (1971),
- «Нью-йоркська казка» (1973),
- «Діяння Дарсі Дансера, джентльмена» (1977),
- «Шульц» (1979),
- «Лейла: Продовження діянь Дарсі Дансера, джентльмена» (1990),
- «Цей Дарсі, цей Дансер, цей джентльмен» (1990),
- «Пані, що любила чисті вбиральні» (1997),
- «У Прінстоні поширюють неправдиву інформацію» (1998).

Крім художніх творів, йому належать книги "Кодекс без вилучень і скорочень: «Керівництво по виживанню і вміння тримати себе» (1975), «Теніс Де Альфонсе: Чудова гра ексцентричних чемпіонів» (1984), «Ірландія Дж. П.Донліві: з усіма її гріхами і чеснотами деякими» (1986).